# Handaoia arenacea
Handaoia arenacea är en stekelart som beskrevs av André Seyrig 1952. Handaoia arenacea ingår i släktet Handaoia och familjen brokparasitsteklar. Inga underarter finns listade i Catalogue of Life.